# Château d'Arnouville (Ermenouville)
Pour les articles homonymes, voir Château d'Arnouville.
Le château d'Arnouville est une demeure de la fin du XVIe siècle qui se dresse sur le territoire de la commune française d'Ermenouville, dans le département de la Seine-Maritime, en région Normandie.
Le château, propriété privée non ouvert à la visite, est partiellement inscrit au titre des monuments historiques.

## Localisation
Le château est situé sur la commune d'Ermenouville, dans le département de la Seine-Maritime.

## Historique
Le château est daté de la fin du XVIe siècle. Il a remplacé l'ancien manoir seigneurial qui était à l'autre bout du village. Construit par Nicolas Allais, conseiller du roi d'Henri III, passé par alliance aux Dupuis d'Arnouville, puis au milieu du XVIIe siècle aux Clercy qui le conserveront jusqu'à la fin du XIXe siècle.
Le château subit un incendie au XVIIIe siècle qui endommage la façade nord. Des ailes sont ajoutées sous la Restauration.
Le château échut au comte Odon de Malartic, aïeul du comte Geoffroy de Montalembert, vice-président en 1962 du Sénat, qui en était propriétaire en 1998. Il est de nos jours la propriété de la maison de La Rochefoucauld, descendants de ce dernier.

## Description
La façade sud du château, en grès décoré de motifs mosaïqués, a été bâtie par Nicolas Allais ; quant à la façade nord, elle a été rebâtie au XVIIIe siècle par les Clercy, et dotée de tourelles au début du XXe siècle.
Les ailes ajoutées au XIXe siècle sont en briques et pierres.

## Protection
Le portail d'entrée avec ses grilles ; les façades et toitures du château (sauf parties modernes de la façade arrière), du fruitier (ancienne chapelle du château), des anciennes écuries, du bâtiment dit chenil, du grenier, du poulailler, du pressoir, du bâtiment des communs à l'ouest, des deux pavillons du jardin ainsi que le mur de clôture du potager et mur de l'avant-cour sont inscrits par arrêté du 18 décembre 1981.